# إجازة رقابية

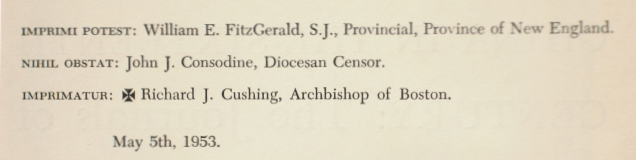
مثال عن إجازة رقابية

الإجازة الرقابية ( باللاتينية: Nihil obstat تعني «لا شيء يعيق»)  هي عبارة تستخدم تقليديًا من قبل سلطات الكنيسة الكَثُلِيَّة للإعلان رسميًا عن عدم وجود اعتراض على نشر كتاب.